# Haldorus sexpunctatus
Haldorus sexpunctatus är en insektsart som beskrevs av Berg 1879. Haldorus sexpunctatus ingår i släktet Haldorus och familjen dvärgstritar. Inga underarter finns listade i Catalogue of Life.